# ایگلوود (پنسیلوانیا)
ایگلوود (به انگلیسی: Englewood) یک منطقهٔ مسکونی در ایالات متحده آمریکا است که در شهرستان سچویلکیلل، پنسیلوانیا واقع شده‌است. ایگلوود ۱٫۲ کیلومتر مربع مساحت و ۴۸۴ نفر جمعیت دارد.